# جريج شامبيون
جريج شامبيون (بالإنجليزية: Gregg Champion)‏ هو مخرج أمريكي، ولد في 20 نوفمبر 1956 في لوس أنجلوس في الولايات المتحدة.

## وصلات خارجية
- جريج شامبيون على موقع IMDb (الإنجليزية)
- جريج شامبيون على موقع قاعدة بيانات الفيلم (الإنجليزية)